# Zębnica

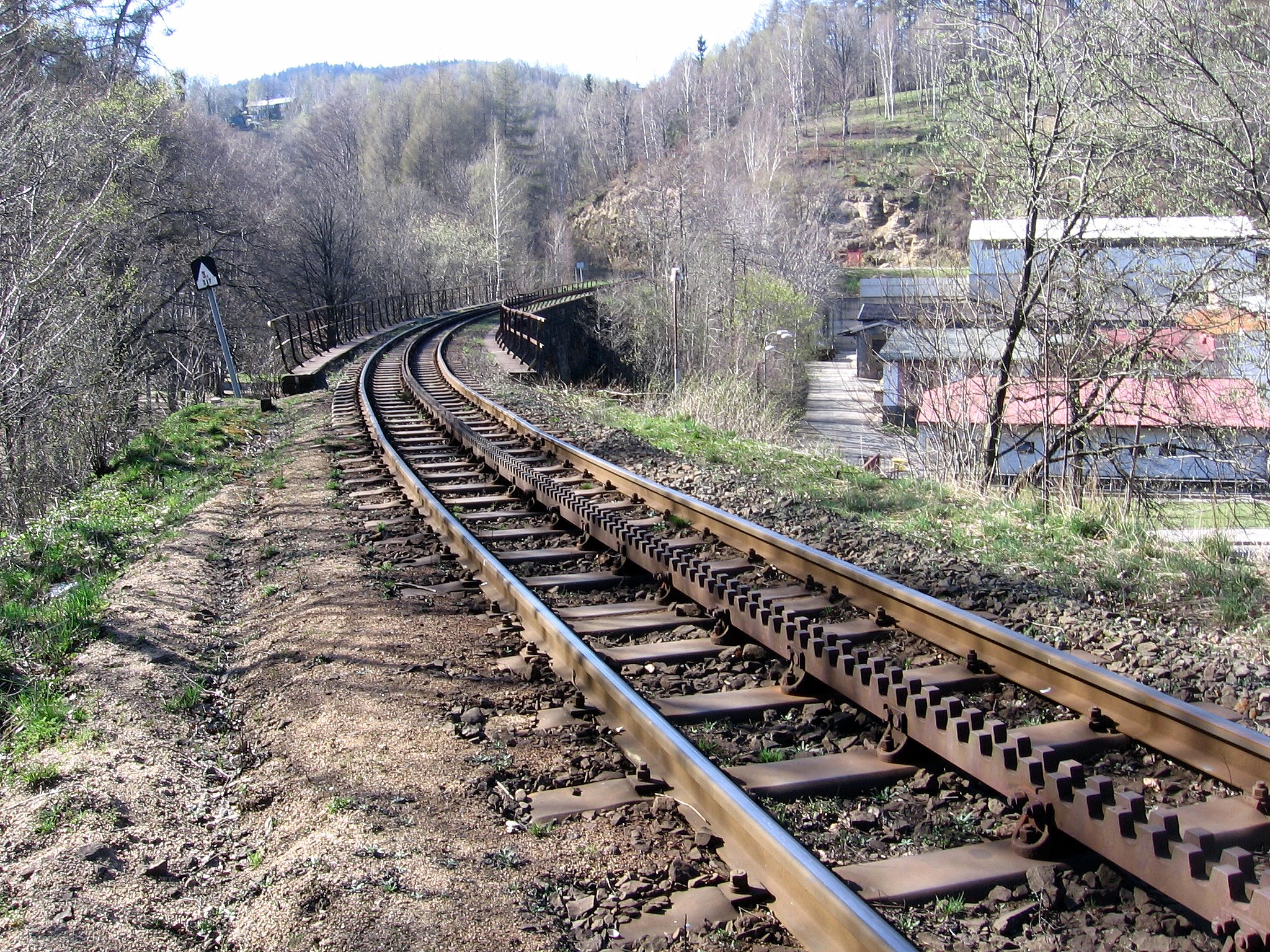
Tory kolejowe z widoczną pośrodku zębnicą

Zębnica – szyna zębata w kolei zębatej. Toczące się po niej koło zębate napędza lokomotywę.